# Mukuro Rokudo
Mukuro Rokudo è un personaggio della serie anime e manga Tutor Hitman Reborn!, realizzata da Akira Amano.

## Aspetto fisico
I suoi capelli sono blu lunghi fino a metà schiena che formano solo una lunga coda mentre sono schiacciati sul davanti, da dietro invece sono mezzi alzati come se fosse un'anans.Fisico proporzionato e scolpito non è troppo magro né troppo muscoloso. L'occhio sinistro è di colore blu scuro mentre il destro rosso.

## Personalità
Nonostante spesso venga mostrato con un sorriso giocoso, Mukuro è apparentemente incurante delle sofferenze altrui. Apparso come primo antagonista della serie, Mukuro non è contrario a eliminare coloro che si mettono sulla sua strada e non si fa intimidire facilmente, parlando normalmente agli altri in maniera estremamente diretta e arrogante. Gli importa poco degli altri, e considera le persone semplicemente "giocattoli" o "oggetti" che può sacrificare per ottenere ciò che vuole.
Nonostante affermi che le persone siano solo giocattoli, sopporta sia Ken che Chikusa, e forse Chrome, proteggendoli e addirittura si sacrifica per loro, quand'è necessario. Comunque, non lo fa direttamente di fronte a loro e non lo ammette mai apertamente, nascondendo a chiunque ciò che realmente prova nei loro confronti.
Mukuro, insieme a Ken e Chikusa, prova un enorme odio nei confronti dell'intera organizzazione mafiosa, molto probabilmente a causa degli esperimenti che hanno sofferto da bambini. Comunque, non solo ha il desiderio di distruggere tutta la mafia, vuole anche portare sofferenza nel mondo avviando una guerra mondiale, affermando di voler ricoprire il mondo di oscurità poiché vede che l'attuale mondo è indegno.
Anche dopo essere diventato il Guardiano della Nebbia, Mukuro afferma ancora di non far più parte della mafia, essendone stato esiliato, e continua a guardare l'organizzazione con grande disprezzo, sebbene ora preferisca evitare qualsiasi coinvolgimento con essa. Mukuro è abbastanza informato degli oscuri segreti della Mafia, probabilmente anche del segreto dietro gli Arcobaleno.
Comunque, nonostante il suo usuale comportamento calmo, si arrabbia facilmente in alcune occasioni, soprattutto quando i suoi capelli vengono paragonati ad un ananas, nel qual caso darà immediatamente all'insultatore una punizione, in maniera comica e crudele contemporaneamente. Finora, solo Ken e Flan hanno violato questo tabù.
Sembra essere uno dei pochi a riuscire a tenere testa, sia in fatto di forza che di testardaggine con Hibari. Questo, unito alla sconfitta che impartì al Guardiano delle nuvole, non fa scorrere buon sangue tra di loro.

## Storia
Come rivelato in una sequenza di flashback, Mukuro Rokudo nacque nella Famiglia Estraneo ed era uno dei bambini su cui gli Estraneo sperimentavano. Cinque anni prima del tempo della storia principale, Mukuro uccise i suoi carcerieri con le sue abilità, e offrì a Chikusa Kakimoto e Ken Joshima, altri due bambini su cui si era sperimentato, una possibilità di unirsi a lui nella sua nuova missione per distruggere quel mondo "insignificante".
Più tardi, Mukuro venne adottato in una famiglia mafiosa nel Nord Italia. Comunque, all'insaputa della famiglia, Mukuro stava periodicamente controllando uno dei suoi membri, Lancia, e lo stava usando per uccidere altri, facendogli infine uccidere la sua stessa famiglia e alcune famiglie mafiose nel Nord Italia. Da allora, Mukuro ebbe Lancia sotto il suo completo controllo, usandolo come un "Falso Mukuro" che viene infine erroneamente identificato in una foto come il vero Mukuro, mentre si dice che il vero Mukuro non sia mai stato fotografato, sebbene in due occasioni, il vero Mukuro sia stato mostrato essere stato fotografato.
Qualsiasi altra cosa Mukuro abbia fatto recentemente rimane un mistero, ma viene detto che, insieme a Ken e Chikusa sia stato rinchiuso in una prigione italiana ad alto livello di sicurezza, che è riservata ai più pericolosi criminali mafiosi che abbiano persino commesso crimini contro la mafia stessa. Due settimane prima dell'apparizione della Gang di Kokuyo nella storia, riuscirono in un'evasione alla vigilia della condanna a morte di Mukuro, che terminò con la morte di diversi guardiani e prigionieri, e in seguito la fuga di diversi pericolosi criminali. Dopo ciò, frequentarono la Kokuyo Middle School come studenti stranieri trasferiti, ed entro tre giorni furono in grado di ottenere il controllo sull'intera scuola.
Dopo essere stato catturato dai Vindice, riesce a fuggire ma si fa catturare nuovamente per far scappare Ken e Chikusa. Per la sua evasione viene intrappolato in una stanza dove viene tenuto in stato semi comatoso.
Più tardi salva la vita a Nagi, una ragazza che aveva perso gli organi in un incidente con un camion, in cambio dell'utilizzo del suo corpo.
Durante l'Arco dei Varia ricompare durante la sfida della Nebbia di Chrome (Nagi) prendendo il suo posto e sconfiggendo Viper, ottenendo così il Vongola Ring della Nebbia, pur asserendo che non vuole unirsi ai Vongola.
Riappare poi durante l'Arco del Futuro dove prima possiede il corpo di Gufo della Pioggia diventando Gufo Nebbia e poi il corpo di un giovane assassino per infiltrarsi tra i Millefiore come assistente di Byakuran, con lo pseudonimo di Leonardo Lippi, per poi venire scoperto e iniziare uno scontro col boss. Più tardi viene liberato da Fran e dai membri della Kokuyo e giunge a combattere le Sette Vere Corone Funebri.
Tornati nel passato Mukuro rimane in prigione fino a quando non si trova costretto a possedere Chrome per affrontare il primo guardiano della Nebbia dei Vongola, Demon Spade. Successivamente si ritroverà rinchiuso nuovamente in Mukuro, Il Gufo della Nebbia, poiché Spade riesce a rubargli il corpo e ad evadere. Sconfitto Spade Mukuro viene liberato dai Vindice.
Liberato si unisce all'Arcobaleno Verde per la Sfida degli Arcobaleno, contemporaneamente decide di cacciare Chrome dalla Kokuyo Gang. Più tardi insieme alla ragazza e ai macchinari di Verde affronta e sconfigge tre Vindice. Alla fine affronta insieme a Squalo, Dino, Byakuran e Xanxus il Vindice Jager e Bermuda, venendo però sconfitto in pochi minuti.
Nel finale viene visto in ospedale dove inizia a "giocare" a uno scontro mortale con Hibari, Byakuran e gli altri pazienti.

## Poteri
Mukuro si presenta come uno dei personaggi con più poteri all'interno dell'opera. Il più importante è quello delle 6 vie della reincarnazione.
Questo potere è nato dopo i costanti esperimenti della Famiglia Estraneo su di lui che lo ha portato ad attraversare tutti i mondi.
- Mondo Animale: Evoca illusioni realistiche di animali.
- Mondo degli Ashura: Arte di combattimento.
- Mondo Naraka: crea illusioni, la preferita di Mukuro sembra essere la creazione di colonne infuocate.
- Mondo Umano: è il più criticato dall'illusionista. Questo potere sembra uscire dal suo occhio in modo letterale alterandogli vagamente la personalità e ricoprendolo di un'aura negativa.

Sembra che però i suoi poteri siano stati sigillati parzialmente dai Vindice.
Vongola Box:
La sua Box Arma è Gufo della nebbia, un tempo era Gufo della Pioggia ed apparteneva a Glo Xinia ma Mukuro lo ha posseduto e il suo potere lo ha mutato. Una volta attivato si trasforma nelle Lenti Maligne di Daemon Spade
Vongola Gear:
Il suo vongola Gear prende il nome di Orecchini della Nebbia di Decima Generazione. Trasformato diventa un khakkara, un bastone buddhista tramite il quale può utilizzare tutti e sei contemporaneamente i suoi mondi.